# Claës Grill (1813–1879)
Claës Anton Oscar Grill, född 22 februari 1813 i Nyköping, död 14 december 1879 i Hedemora, var en svensk läkare. Han var far till entomologen Claes Grill (1851–1919).
Claës Grill var son till vice häradshövding Anton Johan Grill i släkten Grill. Han blev student vid Uppsala universitet 1830, medicine kandidat 1841, medicine licentiat 1845 och medicine doktor där 1846. Efter diverse förordnanden, bland annat som militärläkare, blev han 1841 bruksläkare vid Örbyhus och Tobo bruk, 1847 distriktsläkare där, 1848 läkare vid Sala silververk och 1851 provinsialläkare i Hedemora distrikt. Grill är känd som den förste som väckte förslag om inrättande av sjukstugor 1864. En sådan inrättades i Hedemora 1872. Grill är gravsatt på Hedemora kyrkogård.